# Anisodes absconditaria
Anisodes absconditaria là một loài bướm đêm trong họ Geometridae.